# Матео Рестиво
Матео Рестиво (итал. Matteo Restivo; Удине, 4. новембар 1994) италијански је пливач чија ужа специјалност су трке леђним стилом. 

## Спортска каријера
Рестиво је дебитовао за Италију на великим такмичењима на светском првенству у Будимпешти 2017. где је наступио у квалификацијама трке на 200 леђно, које је окончао на укупно 17. месту. 
Током 2018. остварио је неколико значајнијих резултата на међународној сцени. Прво је на Медитеранским играма које су одржане у шпанској Тарагони заузео високо седмо место у финалу трке на 200 леђно, да би након нешто више од месец дана касније освојио и прве медаље у каријери, две бронзе на Европском првенству у Глазгову (појединачно на 200 леђно и у микс штафети 4×100 мешовито). Годину је окончао 11. местом квалификација трке на 200 леђно на Светском првенству у малим базенима у Хангџоуу. 
И на свом другом наступу на светским првенствима у великим базенима, у корејском Квангџуу 2019, се такмичио само у трци на 200 леђно — у квалификацијама је заузео 10, а у полуфиналу укупно 14. место. 